# Edina (Minnesota)
Edina es una ciudad ubicada en el condado de Hennepin en el estado estadounidense de Minesota. En el Censo de 2010 tenía una población de 47941 habitantes y una densidad poblacional de 1158,91 personas por km².

## Geografía
Edina se encuentra ubicada en las coordenadas 44°53′28″N 93°21′35″O / 44.89111, -93.35972. Según la Oficina del Censo de los Estados Unidos, Edina tiene una superficie total de 41.37 km², de la cual 40.02 km² corresponden a tierra firme y (3.27%) 1.35 km² es agua.

## Demografía
Según el censo de 2010, había 47941 personas residiendo en Edina. La densidad de población era de 1.158,91 hab./km². De los 47941 habitantes, Edina estaba compuesto por el 88.1% blancos, el 3.02% eran afroamericanos, el 0.2% eran amerindios, el 6.12% eran asiáticos, el 0.03% eran isleños del Pacífico, el 0.69% eran de otras razas y el 1.84% pertenecían a dos o más razas. Del total de la población el 2.3% eran hispanos o latinos de cualquier raza.

## Economía

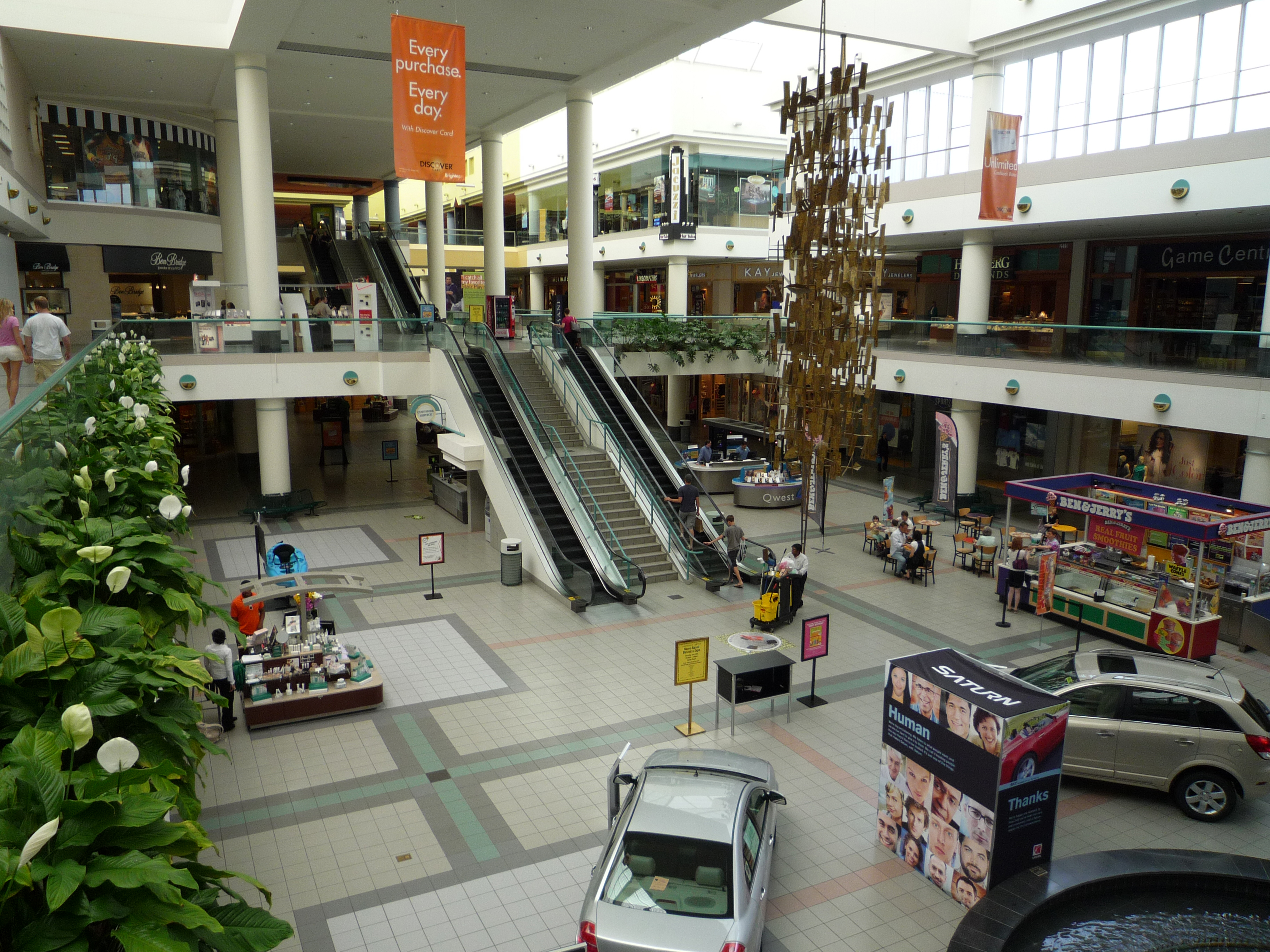
Interior del centro comercial Southdale Center

Edina es la sede de varias grandes empresas: UnitedHealthcare, Jerry's Foods, Lund Food Holdings, Edina Realty, Regis Corporation, Dairy Queen, and Orange Julius.
Los centros comerciales más notables de la ciudad son Southdale Center, Galleria Edina, y 50th & France, que comparte con Mineápolis.
Según el Informe Financiero Anual Integral de la ciudad para el año fiscal que terminó el 31 de diciembre de 2015, los diez principales empleadores más importantes de la ciudad son: Fairview Southdale Hospital, Edina Public Schools, City of Edina, BI Worldwide, Regis, Barr Engineering, Lund Food Holdings, International Dairy Queen Inc., SunOpta, Edina Realty y FilmTec Corporation, respectivamente.